# 西藏鼠耳芥
西藏鼠耳芥（学名：Arabidopsis tibetica）是十字花科鼠耳芥属的植物。分布于巴勒斯坦、阿富汗、伊朗、克什米尔地区以及中国大陆的西藏等地，生长于海拔3,500米至4,000米的地区，常生于田埂路旁，目前尚未由人工引种栽培。